# Mimela laevicollis
Mimela laevicollis är en skalbaggsart som beskrevs av Lin 1966. Mimela laevicollis ingår i släktet Mimela och familjen Rutelidae. Inga underarter finns listade i Catalogue of Life.